# Jrashen, Lori
Jrashen là một đô thị thuộc tỉnh Lori, Armenia. Dân số ước tính năm 2011 là 3756 người.